# Андрей Баташов
Андрей Баташов е български актьор, политик и преподавател в НАТФИЗ.

## Биография
Роден е на 10 септември 1965 година във Волгоград, Русия, СССР. Актьорът е наследник на известен руски род, произвеждал и доставял стомана на царския двор от времето на Петър Първи до края на династията Романови.
Учи в 133 ЕСПУ с преподаване на руски език „Александър Пушкин“. През 1989 г. завършва актьорско майсторство за драматичен театър в класа на професор Енчо Халачев във ВИТИЗ „Кръстьо Сарафов“, където по-късно става доцент по актьорско майсторство и режисура.
Има над 40 роли в театъра и киното и многобройни участия в български и чужди кинопродукции. Играе на 3 сцени: Народен театър „Иван Вазов“, „Сълза и смях“ и „Театър 199“. От 2004 г. е актьор на свободна практика. Като режисьор е поставял постановките „Ритъм“, „360 градуса“, „SEXXX“ и „Разбираш ли ме правилно“. През 2007 г. поставя 500-тния юбилеен спектакъл на постановката „Секс, наркотици и рокендрол“, която е на сцената повече от 15 години.
В края на септември 2010 г. на сцената на „Театър 199“ се състои премиерата на 4-тия му моноспектакъл „Влез в час!“ по текст на Ерик Богосян – след „Секс, наркотици и рокендрол“ (1993), „С глава в стената“ (1994) и „На живо“ (1997).
Има пано с неговите отпечатъци на Стената на славата пред Театър 199.
Рицар е на Ордена на тамплиерите (от 2007 г.). Съчетава артистичната си кариера с политиката, като става депутат от парламентарната група на НДСВ в XL Народно събрание.

## Личен живот
Няма деца. През есента на 2008 г. сключва брак с Боряна Баташова в църквата в Царска Бистрица. Боряна е сред участниците в X Factor през 2011 г.

## Смърт
На 6 ноември 2010 г. актьорът е приет в кома в столична болница, където за кратко здравословното му състояние се подобрява, но след това отново се влошава. На 22 ноември е преместен за лечение във Военномедицинската академия.
Умира на 29 ноември 2010 година в София от полиорганна недостатъчност, получена вследствие на цироза и сепсис. Погребан е в Централните софийски гробища.

## Филмография
| Година      | Филми/Сериали                                                          | Серии | Копродукции       | Роля                     |
| ----------- | ---------------------------------------------------------------------- | ----- | ----------------- | ------------------------ |
| 2005 – 2007 | Капитанът                                                              | 14    |                   |                          |
| 2005        | Ерудитъ                                                                | 2     |                   | Дъглас Феърбанкс         |
| 2004        | Хотел България                                                         | 250   |                   | доктор Милев             |
| 2003 – 2013 | По съвест („Un caso di coscienza“) Подозрения (2 заглавие)             | 30    | Италия / България | Гароне                   |
| 2001        | Универсално оръжие („Mindstorm“)                                       |       | САЩ               | Дейвид                   |
| 2005        | Сънища                                                                 |       |                   | крадецът                 |
| 1995        | Убиецът е с жълти обувки („L'assassino è quello con le scarpe gialle“) |       | Италия            | Масимо Доминичи – Хамлет |
| 1993        | Жребият                                                                | 2     |                   | Иван Карасулиев          |
| 1993        | Жребият                                                                | 7     |                   | Иван Карасулиев          |
| 1991        | Вампир                                                                 |       |                   | Динко, конярчето         |

- Паметна плоча на стената на дома на Андрей Баташов
- Сградата в столичния квартал Лозенец